# Ådalsbruk
Ådalsbruk ist eine Ortschaft in der norwegischen Kommune Løten in der Provinz (Fylke) Innlandet. Der Ort hat 852 Einwohner (Stand: 1. Januar 2024).

## Geografie
Ådalsbruk ist ein sogenannter Tettsted, also eine Ansiedlung, die für statistische Zwecke als eine städtische Siedlung gewertet wird. Der Ort liegt am Nordufer der Svartelva, eines Flusses, der weiter östlich in den Rokosjøen mündet. Südöstlich von Ådalsbruk liegt entlang der Svartelva ein größeres Moorgebiet. Rund 15 Kilometer weiter westlich liegt die Stadt Hamar am Mjøsa. Etwas nordöstlich von Ådalsbruk liegt die Ortschaft Løten, der Verwaltungssitz der Kommune Løten.

## Geschichte
Ådalsbruk entwickelte sich im 19. Jahrhundert zu einem regional bedeutenden Industriestandort und gehörte um 1900 neben Hamar, Elverum und Kongsvinger zu den größten Ortschaften der Region. Der Name von Ådalsbruk leitet sich von der Aadals Brug jernstøberi og mek. værksted, einer Eisengießerei und mechanischen Werkstatt, ab. Das Unternehmen nahm im Jahr 1842 seinen Betrieb auf und wurde 1928 stillgelegt. Von 1888 bis 1976 existierte in Ådalsbruk zudem die Papierfabrik Klevfos Cellulose- og Papirfabrik. Sie wurde später in ein Industriemuseum umgebaut.

## Verkehr
Westlich an Ådalsbruk führt der Riksvei 3 in Nord-Süd-Richtung entlang. Die Straße mündet weiter südwestlich in die Europastraße 6 (E6). Richtung Nordosten stellt die Straße die Anbindung an die Stadt Elverum her. Auf Höhe von Ådalsbruk zweigt der Fylkesvei 1836 in den Osten ab.
Durch den Nordwesten der Ortschaft führt die Rørosbanen. In Ådalsbruk existierte von 1862 bis 1984 ein Haltepunkt. Das Bahnhofsgebäude selbst wurde erst 1915 nach Plänen von Georg A. Bull errichtet. Die letzten zwölf Jahre wurde der Bahnhof unbemannt betrieben.